# Chimó llanero
El chimó o chimó llanero  es tabaco de mascar curado que proviene de hojas de tabaco sometidas a un procedimiento mediante el cual se crea una jalea de consistencia similar a la pasta dental, pero de color negro o café oscuro. Es de uso tradicional en Venezuela, especialmente en los estados venezolanos de Táchira, Mérida, Trujillo, Barinas, Cojedes, Portuguesa, Apure, Miranda, Guárico, Lara y Yaracuy. También se usa en algunas regiones de Colombia, como en los departamentos del Meta, Casanare, Arauca, Vichada y Guviare, en los llanos orientales.

## Historia
Hay motivos para pensar que el tabaco con fines curativo y chamánicos en el subcontinente americano data de 6.000 u 8.000 años aproximadamente, por tanto el chimó obedece a largos procesos de experimentación amerindia, elaborado por los aborígenes mucho antes de la conquista española. Los indígenas venezolanos, recolectaban la sal de urao a orillas de la Laguna de Urao, evaporaban el agua extraída de esta laguna para concentrar el mineral pulverizado y mezclarlo con hojas de tabaco seco, cocido varias veces, y con cenizas de cáscaras secas de plátano. Con esta mezcla fabricaban el chimó, lo guardaban en hojas, y cuando tenían hambre mascaban un poco. El chimó fue uno de los regalos entregados por los indígenas a Colón y su tripulación en señal de aceptación y bienvenida en el año 1492. El químico y botánico Pedro Berástegui perfeccionó los métodos de cultivo del tabaco y de la confección del chimó.

## Procedimiento

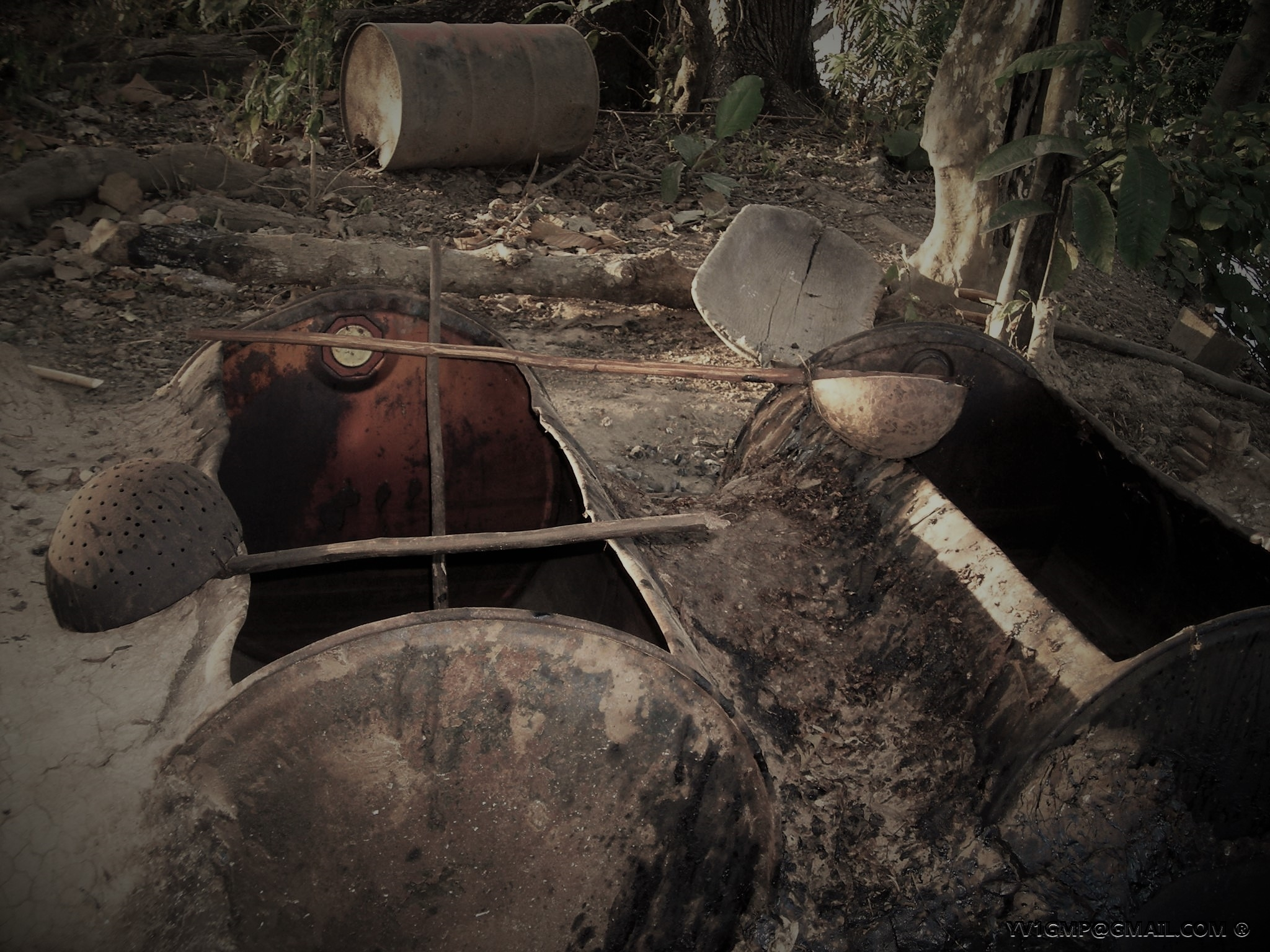
Fábrica artesanal de chimó en Guanarito, estado Portuguesa (Venezuela).

El chimó se extrae del líquido del tabaco prensado, que se hierve hasta formar una jalea y obtener una pasta negra, con sabor picante y olor a lejía, que produce una salivación intensa. Para obtener 1 kilo de chimó se necesitan 10 kilos de tabaco, por lo que es 10 veces más fuerte. Tiene un pH que varía entre 8.5 y 10, lo que permite que más del 60% de la nicotina se encuentre en forma no protonada. El chimó no se masca como un chicle, sino que se deja disolver por la saliva entre los dientes del maxilar inferior, luego la saliva acumulada se escupe, pero nunca se traga, ya que genera problemas intestinales y síntomas como un fuerte mareo, vómito y malestar general.

## Efectos
El chimó, a pesar de que es un estimulante, disminuye la sensación de hambre y fatiga. Por otro lado, puede causar problemas en la dentadura y labios provocando manchas, pequeñas lesiones o irritaciones debido a lo abrasivo del producto y sus químicos, también puede afectar a encías ypapilas gustativas, además de producir salivación excesiva y mal aliento. Tiene una alta concentración de nicotina, alquitrán y varios tóxicos. También tiene efectos cancerígenos, por sus componentes nitrogenados y tóxicos de diferente índole.

### Sobre la salud
Durante mucho tiempo la tradición oral-rural habló sobre los beneficios del chimó sobre la salud, sin embargo:
El Ministerio del Poder Popular para la Salud (MPPS) de Venezuela señala que el chimó produce lesiones odontológicas y unos seis tipos de cáncer, incluido el de estómago.
El Instituto Nacional de Higiene Rafael Rangel, en Venezuela, demostró que posee el pH más elevado de otras modalidades de tabaco para mascar que existen en otros países, por lo que favorece la absorción de la nicotina e incluso, "al dejar de ser su producción artesanal", el proceso industrial manipula su contenido y el pH para hacerlo más adictivo. 
Investigadores de la Universidad de Los Andes, en Venezuela, han establecido una relación entre el consumo de tabaco no fumado y la aparición de lesiones premalignas que, de persistir, pueden progresar a lesiones malignas en la boca.
De los más de tres mil componentes del chimó, 28 son cancerígenos. Produce manchas, inflamación del tejido, recesión gingival, afección cardiaca, daños renales y metabólicos, desgaste de esmalte, mal aliento y secreción exagerada de saliva. Genera depapilación de la lengua y leucoplasia (lesión pre-cancerígena) que se puede convertir en un tumor maligno en las mucosas.

### Sobre el medio ambiente
Por su origen histórico, en el empacado tradicional del chimó para su distribución se utilizaba el llamado "gancho del cambur", fibra natural biodegradable que se obtiene al secar las capas del tallo de la planta de cambur (plátano); el consumidor agotaba su provisión de chimó y desechaba el empaque con un impacto ambiental nulo. Hoy en día el chimó se distribuye en empaques de plástico duro de color variado, según la preferencia de los fabricantes. La costumbre de desechar el empaque prevalece, aunque los consumidores no tengan idea del impacto ambiental que el de nueva tecnología tiene al tratarse de un material no degradable.